# Synegiodes brunnearia
Synegiodes brunnearia là một loài bướm đêm trong họ Geometridae.